# Первс, Джеймс Ричард Уильям
Джеймс Ричард Уильям Первс (англ. James Richard William Purves; 5 марта 1903 — 13 мая 1979) — австралийский юрист, писатель и филателист.

## Вклад в филателию
Посвятил себя более чем полувековому занятию филателией Австралии. Собрал много выдающихся коллекций, в первую очередь, почтовых марок Тасмании, Фиджи и Виктории.
Первс был активен во всех областях, связанных с филателией Австралии. В 1957 году он помог основать Королевское филателистическое общество Виктории. Признан величайшим филателистом Австралии всех времён. Его называли «олицетворением Австралии в международной филателии».

## Почётные звания и награды
За успехи и достижения в области филателии Первсу были вручены многочисленные награды и почетные звания, включая следующие:
- В 1937 году поставил свою подпись в «Списке выдающихся филателистов»; на тот период был самым молодым из признанных выдающихся филателистов[1][2].
- Его самая известная книга «The Half Lengths of Victoria» (1953), за которую он получил медаль Кроуфорда в 1954 году[1].
- Клуб коллекционеров Нью-Йорка[англ.] в 1960 году вручил Первсу медаль Лихтенштейна и сделал его своим пожизненным почётным членом[1].
- Назван пожизненным почётным членом Королевского общества филателистов Лондоне (в 1969) и Королевского филателистического общества Виктории[1].
- В 1970 году за работу Первса в Королевском филателистическом обществе Виктории, а также благодаря его значительному вкладу в австралийскую филателию общество учредило в его честь медаль Первса (J. R. W. Purves Medal) и назвало его первым получателем этой награды[1].
- В 1980 году его имя включено в Зал славы Американского филателистического общества[1].

## Избранные труды
Автор книг и статей в жанре филателистической литературы, созданных им в результате детальных исследований почтовых марок и штемпелей. Среди них:
- Art and the Postage Stamp: the Present Australian Outlook.
- The Half Lengths of Victoria (1953).
- North-West Pacific Islands: The Nature And Make-Up Of The Different Overprinting Formes (1953).
- South Australia — The Long Stamps of 1902—1912 (1978).
- Victoria: the Postage Dues.
- Numerous articles on aspects of the stamps and postal history of Victoria.